# حركة النضال الإسلامي
حزب النضال الإسلامي هو حزب سياسي إسلامي فلسطيني تأسس في 10 نوفمبر 1995 في قطاع غزة ويرأسه فؤاد شنيورة. يتبع له نادي الهلال الرياضي، وجمعية تأهيل ورعاية السجين المدني، ومركز النضال للشباب والرياضة، ومركز البريج الشبابي، وجمعية النضال الخيرية، وجمعية خريجي العلوم الإسلامية والشرعية، وجمعية الصخرة المشرفة.